# Chaetonotus greuteri
Chaetonotus greuteri är en djurart som tillhör fylumet bukhårsdjur, och som beskrevs av Adolf Remane 1927. Chaetonotus greuteri ingår i släktet Chaetonotus och familjen Chaetonotidae. Inga underarter finns listade i Catalogue of Life.